# 神原秀記
神原 秀記（かんばら ひでき、1945年（昭和20年）1月2日 - ）は、日本の化学者。日立製作所フェロー。東京農工大学連携大学院教授、東京大学大学院客員教授、首都大学東京客員教授、南京大学客員教授などを兼任。理学博士。

## 人物・来歴
茨城県生まれ。茨城県立水戸第一高等学校を経て1967年東京大学教養学部基礎科学科を卒業、同大学院理学系研究科化学専門課程博士課程を修了し（理学博士）、1972年に日立製作所に入社した。同社中央研究所で研究開発に携わり、2002年に同研究所技師長、2003年に日立製作所フェローに就任。途中カリフォルニア大学バークレー校客員研究員を務めた。
日立製作所では大気圧イオン化質量分析計の開発で業績をあげた後、DNAシーケンサーの開発に取り組んだ。キャピラリーアレーゲル電気泳動と高感度蛍光検出を用いた高速シーケンサーを開発し、ゲノム解析に大きく貢献した。
オートファジーの研究で知られる大隅良典、日本のRNA研究の第一人者として知られる渡辺公綱は、同じ東京大学教養学部基礎科学科の2期生にあたる。

## 顕彰
- 日本質量分析学会奨励賞（1982年）
- 大河内記念賞（2001年）
- 文部科学大臣賞（2001年）
- 紫綬褒章（2003年）
- 朝日賞（2004年）[3]
- 日本化学会賞（2008年）
- 旭日小綬章（2019年）[4][5]

## 著書
- 『シングルセル解析の最前線』（共著）シーエムシー出版、2010年
- 『一細胞定量解析の最前線―ライフサーベイヤ構築に向けて』（共著）シーエムシー出版 、2012年